# EPrix de Berlim de 2016
O ePrix de Berlim de 2016 ocorreu em 21 de maio como uma etapa da segunda temporada da Fórmula E. O primeiro colocado foi o suíço Sebastién Buemi, o segundo foi Daniel Abt, o terceiro colocado e também líder do campeonato foi o brasileiro Lucas Di Grassi.

## Treino Classificatório[1][2]
O grid de largada da Fórmula E é definido em 5 partes, sendo a última a Superpole, na qual são definidas as cinco primeiras posições.
| Pos. | Piloto              | Equipe                    | Tempo    |
| ---- | ------------------- | ------------------------- | -------- |
| 1    | Jean-Éric Vergne    | DS Virgin Racing          | 0:57.811 |
| 2    | Sébastien Buemi     | Renault e.dams            | 0:57.827 |
| 3    | Daniel Abt          | ABT Schaeffler Audi Sport | 0:57.852 |
| 4    | Sam Bird            | DS Virgin Racing          | 0:57.838 |
| 5    | Nelson Piquet Jr.   | NEXTEV TCR                | 0:58.026 |
| 6    | Nicolas Prost       | Renault e.dams            | 0:58.028 |
| 7    | Oliver Turvey       | NEXTEV TCR                | 0:58.118 |
| 8    | Lucas Di Grassi     | ABT Schaeffler Audi Sport | 0:58.183 |
| 9    | Loïc Duval          | Dragon Racing             | 0:58.298 |
| 10   | Simona De Silvestro | Amlin Andretti            | 0:58.654 |
| 11   | Mike Conway         | Venturi                   | 0:58.687 |
| 12   | Robin Frijns        | Amlin Andretti            | 0:58.742 |
| 13   | René Rast           | Team Aguri                | 0:58.756 |
| 14   | Ma Qing Hua         | Team Aguri                | 0:59.301 |
| 15   | Bruno Senna1        | Mahindra Racing           | 0:58.303 |
| 16   | Nick Heidfeld1      | Mahindra Racing           | 0:59.085 |
| 17   | Jérôme d'Ambrosio1  | Dragon Racing             | 0:58.501 |
| 18   | Stéphane Sarrazin1  | Venturi                   | 0:58.740 |

- ↑1 Foram punidos por irregularidades na pressão dos pneus

## Corrida[3]
| Pos. | Piloto              | Equipe                    | Voltas | Tempo     | Grid | Ptos. |
| ---- | ------------------- | ------------------------- | ------ | --------- | ---- | ----- |
| 1    | Sébastien Buemi     | Renault e.dams            | 48     | 48 voltas | 2    | 25    |
| 2    | Daniel Abt          | ABT Schaeffler Audi Sport | 48     | +1.767    | 3    | 18    |
| 3    | Lucas Di Grassi     | ABT Schaeffler Audi Sport | 48     | +2.381    | 8    | 15    |
| 4    | Nicolas Prost       | Renault e.dams            | 48     | +3.328    | 6    | 12    |
| 5    | Jean-Éric Vergne    | DS Virgin Racing          | 48     | +4.927    | 1    | 131   |
| 6    | Robin Frijns        | Amlin Andretti            | 48     | +6.501    | 12   | 8     |
| 7    | Nick Heidfeld       | Mahindra Racing           | 48     | +7.700    | 16   | 6     |
| 8    | Mike Conway         | Venturi                   | 48     | +8.305    | 11   | 4     |
| 9    | Simona De Silvestro | Amlin Andretti            | 48     | +12.473   | 10   | 2     |
| 10   | Stéphane Sarrazin   | Venturi                   | 48     | +13.241   | 18   | 1     |
| 11   | Sam Bird            | DS Virgin Racing          | 47     | +1 volta  | 4    |       |
| 12   | Oliver Turvey       | NEXTEV TCR                | 47     | +1 volta  | 7    |       |
| 13   | Nelson Piquet Jr.   | NEXTEV TCR                | 47     | +1 volta  | 5    |       |
| 14   | Ma Qing Hua         | Team Aguri                | 47     | +1 volta  | 14   |       |
| 15   | Bruno Senna         | Mahindra Racing           | 46     | +2 voltas | 15   | 2     |
| 16   | Jérôme d'Ambrosio   | Dragon Racing             | 45     | +3 voltas | 17   |       |
| Ret  | René Rast           | Team Aguri                | 42     | +6 voltas | 13   |       |
| Ret  | Loïc Duval          | Dragon Racing             | 39     | +9 voltas | 9    |       |

- Ret = Não completou a prova
- ↑1 Ganhou cinco pontos pois fez a Pole Position
- ↑2 Ganhou dois pontos pois fez a volta mais rápida da corrida

## Classificação do campeonato após a corrida[4]
Apenas as cinco primeiras posições estão representadas.
| Pos | Piloto            | Pontos | Var |
| --- | ----------------- | ------ | --- |
| 1   | Lucas Di Grassi   | 141    | 0   |
| 2   | Sébastien Buemi   | 140    | 0   |
| 3   | Sam Bird          | 82     | 0   |
| 4   | Jérôme d'Ambrosio | 64     | 0   |
| 5   | Nicolas Prost     | 62     | 1   |

| Pos | Construtor                | Pontos | Var |
| --- | ------------------------- | ------ | --- |
| 1   | Renault e.dams            | 202    | 0   |
| 2   | ABT Schaeffler Audi Sport | 191    | 0   |
| 3   | DS Virgin Racing          | 119    | 1   |
| 4   | Dragon Racing             | 112    | 1   |
| 5   | Mahindra Racing           | 73     | 0   |